# ルークシュポール
ルークシュポールは、北海道厚岸郡厚岸町の大字。郵便番号は088-0878。ルクシュポールとも呼ばれる。当地付近で厚岸町と釧路町の境界未定地が存在する。

## 地理
ルークシュポールは、国道44号を釧路市方面から根室市方面に向かった上尾幌と尾幌の間に位置する。同地は針葉樹林（エゾマツ、トドマツ）が広がる原野である。周囲は別寒辺牛湿原などがある湿原地帯で、野鳥観察などが行われる。

### 河川
- ルークシュポール川

## 歴史

### 名称の由来
アイヌ語で「路・越」を表す「ルー・クシュポ」が語源とされる。

### 沿革
- 2003年（平成15年）11月17日 - 厚岸町大字苫多村字ルークシュポールの一部（残部は尾幌となる）をもって厚岸町ルークシュポールが成立[6][7]。同日に字ポンルクシュポールは尾幌となり地名として消滅する[7]。

## 交通
- 国道44号